# História meteorológica do furacão Florence
A história meteorológica do Furacão Florence abrangeu 22 dias desde o seu início em 28 de agosto de 2018, para a sua dissipação em 18 de setembro. Originária de uma onda tropical na África Ocidental, Florence rapidamente se organizou após o seu surgimento no Oceano Atlântico. Condições atmosféricas favoráveis permitiram que se transformasse em depressão tropical em 31 de agosto logo ao sul das ilhas de Cabo Verde. Intensificando-se para uma tempestade tropical no dia seguinte, Florence embarcou em uma trajetória oeste-noroeste para noroeste sobre o oceano aberto. Inicialmente inibido pelo aumento do cisalhamento do vento e do ar seco, o pequeno ciclone aproveitou uma pequena área de baixo cisalhamento e águas quentes. Depois de atingir a força de um furacão no início de 4 de setembro, Florence passou por um período inesperado de rápido aprofundamento ao longo de 5 de setembro, culminando em se tornar uma furacão categoria 4 na escala Saffir-Simpson. Depois disso, as condições tornaram-se novamente desfavoráveis e o furacão rapidamente diminuiu para uma tempestade tropical em 7 de setembro.
De 7 a 9 de setembro, o ímpeto à frente de Florence diminuiu ao virar para oeste. Condições favoráveis voltaram a propiciar intensificação em 9 de setembro e o sistema recuperou o status de furacão. Virando-se para o noroeste em direção aos Estados Unidos, uma segunda fase de rápida intensificação ocorreu naquele dia em 10 de setembro com Florence recuperando a força de categoria 4. Posteriormente, atingiu o seu pico de intensidade com ventos sustentados máximos de 240 km/h (150 mph) e uma pressão de 937 mbar (hPa; 27,67 inHg). O enfraquecimento constante ocorreu nos dias seguintes, conforme as correntes direcionais começaram a entrar em colapso. O furacão desacelerou para um rastejamento em 13 de setembro ao se aproximar da Carolina do Norte. As chuvas torrenciais começaram a afetar o estado neste dia e persistiram até 17 de setembro
Florence atingiu a costa perto de Wrightsville Beach em 14 de setembro com ventos de 140 km/h (90 mph). Com o sistema permanecendo próximo ao litoral, ele enfraqueceu lentamente, eventualmente se degradando em uma depressão tropical em 16 de setembro. O treinamento de bandas de chuva produziu chuvas prolíficas e recordes nas Carolina do Norte e do Sul durante esse período. Seguiram-se inundações catastróficas e extensos danos causados pelo vento, resultando em 22 fatalidades diretas e 30 mortes indiretas nas Carolinas e na Virgínia. Florence mais tarde fez a transição para um ciclone extratropical em 17 de setembro antes de se dissipar no dia seguinte.

## Origens
Em 28 de agosto de 2018, O Centro Nacional de furacões (NHC) começou a rastrear uma onda tropical —uma área alongada de baixa pressão de ar —sobre a África Ocidental para uma possível ciclogênese tropical nos cinco dias seguintes à medida que avançava para oeste. O desenvolvimento de um ciclone tropical tornou-se cada vez mais provável no dia seguinte; e um baixo nível de acoplamento mais definido ao longo da Costa do Senegal em 30 de agosto. Neste dia, o sistema se dividiu em dois, com o norte finalmente se desenvolvendo para Florence e a porção sul mais tarde se tornando a depressão Tropical Dezanove-E no leste do Pacífico. Condições ambientais favoráveis, incluindo ampla humidade e baixo cisalhamento de vento, possibilitaram uma maior organização e desenvolvimento de ampla atividade de chuvas e tempestade. Faltando um centro bem definido, mas representando uma ameaça imediata para Cabo Verde, O NHC começou a emitir avisos sobre o sistema como um potencial ciclone tropical Seis mais tarde naquele dia. Ventos alísios impulsionaram a perturbação ao longo de uma trajectória oeste-noroeste. Durante grande parte do dia e até 31 de agosto, a convecção permaneceu confinada ao sudoeste da perturbação dentro de um cavado de monção e impediu a sua classificação como ciclone tropical. No final de 31 de agosto, a organização convectiva tornou-se suficiente para o NHC marcar a formação da depressão tropical Seis quando o sistema passou a sul de Santiago em Cabo Verde.
Em 1 de setembro, o fator de direção primário mudou para uma forte crista subtropical expansiva ancorada bem ao norte. Essa crista se estendia da Europa ao leste dos Estados Unidos e permaneceu como o fator de direção dominante durante grande parte da história da tempestade. O cisalhamento moderado do vento atrofiou temporariamente o desenvolvimento e deslocou a convecção para o lado leste da depressão. Formações de faixas pronunciadas cercaram a circulação e a depressão intensificou-se para uma tempestade tropical; consequentemente, o NHC atribuiu ao sistema o nome de Florence. As estimativas de intensidade de satélite indicaram que Florence atingiu ventos sustentados máximos de 97 km/h (60 mph) às 09:00 UTC em 2 de setembro. Depois disso, o cisalhamento e o arrastamento do ar seco deslocaram a convecção da superfície para baixo, deixando-a exposta. Uma incerteza considerável na previsão para Florence surgiu, à medida que os modelos meteorológicos começaram a representar várias soluções. As flutuações na organização e intensidade continuaram até 3 de setembro.

## Intensificação inesperada
O desenvolvimento de um pequeno nublado denso central e uma característica de olho de nível médio significou que Florence atingiu a força de um furacão no início de 4 de setembro, a cerca de 1.240 milhas (2.000 km) oeste-noroeste das ilhas de Cabo Verde. Condições de larga escala - cisalhamento moderado do vento, temperaturas da superfície do mar abaixo de 27 °C (81 °F), e baixos valores de humidade relativa - não favoreceram a intensificação. No entanto, essas condições foram calculadas em uma área grande e não representam com precisão as condições localizadas nas proximidades de Florence. O sistema compacto se organizou de forma inesperada e rápida em uma pequena área de baixo cisalhamento do vento. A estrutura central e as bandas externas do furacão melhoraram notavelmente, deixando os meteorologistas desprevenidos e se intensificando além dos resultados dos modelos de previsão. Em total contraste com a orientação do modelo, Florence continuou a se intensificar e atingiu o status de grande furacão por volta das 12:00 UTC em 5 de setembro. Os ventos sustentados aumentaram para 210 km/h (130 mph) e sua pressão caiu para 950 mbar (hPa; 28,05 inHg); isso o classificou como uma furacão categoria 4 na escala Saffir-Simpson. Situado em 22° 42′ N, 46° 36′ O, Florence tornou-se o furacão de Categoria 4 mais setentrional a leste de 50° W.
A intensificação imprevista do furacão fez com que ele seguisse mais para o norte, fora do baixo cisalhamento localizado. O cisalhamento persistente finalmente afetou Florence em 6 de setembro a 7 de setembro, fazendo com que a convecção se torne assimétrica e inclinando o núcleo da tempestade de sudoeste para nordeste. Nas primeiras horas de 7 de setembro, ocorreu uma rápida degradação da estrutura de Florence. Sua circulação de baixo nível ficou exposta à medida que a convecção se deslocou para o nordeste e o olho, antes bem definido, se dissipou. Os dados do dispersômetro revelaram que o sistema enfraqueceu com a intensidade da tempestade tropical às 00:00 UTC. O meteorologista Robbie Berg descreveu as previsões de intensidade para Florence como uma " profecia autodestrutiva " devido às "nuances do cisalhamento ambiental". A crista crescente de nível médio interrompeu o movimento de Florence em direção ao norte, levando a uma lenta curva para oeste. Os modelos climáticos tornaram-se cada vez mais consistentes na trajetória futura da tempestade, levando a uma maior confiança em um grande impacto no sudeste dos Estados Unidos. Esta ameaça foi aumentada pelos efeitos a jusante do remanescente extratropical do Tufão Jebi influenciando uma cordilheira ao largo do leste dos Estados Unidos que, por sua vez, forçou um vale para longe de Florence mais rápido do que inicialmente previsto. Essa trajetória provou ser climatologicamente incomum, com os impactos do furacão nos Estados Unidos originando-se principalmente mais ao sul e a oeste da posição de Florence naquele dia.

## Abordagem dos Estados Unidos
As condições ambientais tornaram-se cada vez mais propícias à reorganização em 8 de setembro quando os caçadores de furacões da NOAA começaram o reconhecimento do ciclone. A formação de faixas convectivas floresceu em torno da tempestade e um olho formativo apareceu nas imagens de satélite. A nublada densa central da tempestade tornou-se mais definida e uma parede do olho completa se desenvolveu em seu núcleo. Florence recuperou o status de furacão por volta das 12:00 UTC em 9 de setembro, com os Hurricane Hunters observando ventos sustentados de 76 mph (122 km/h) na superfície. Alimentado por temperaturas da superfície do mar 29–29.5 °C (84.2–85.1 °F), Florence intensificou-se rapidamente durante a noite. Explosões convectivas com relâmpagos frequentes cercaram a parede do olho, dando origem a um olho de 19 km (12 mi) de largura. A expansão do fluxo de saída ventilou o ciclone, permitindo o crescimento contínuo. O sistema alcançou rapidamente a intensidade de categoria 4 às 16:00 UTC, com a aeronave de reconhecimento registando ventos de superfície próximos a 210 km/h (130 mph) e uma pressão de 946 mbar (hPa; 27,93 inHg). O movimento do furacão se acelerou e mudou para noroeste nessa época, uma trajetória que manteria por vários dias.

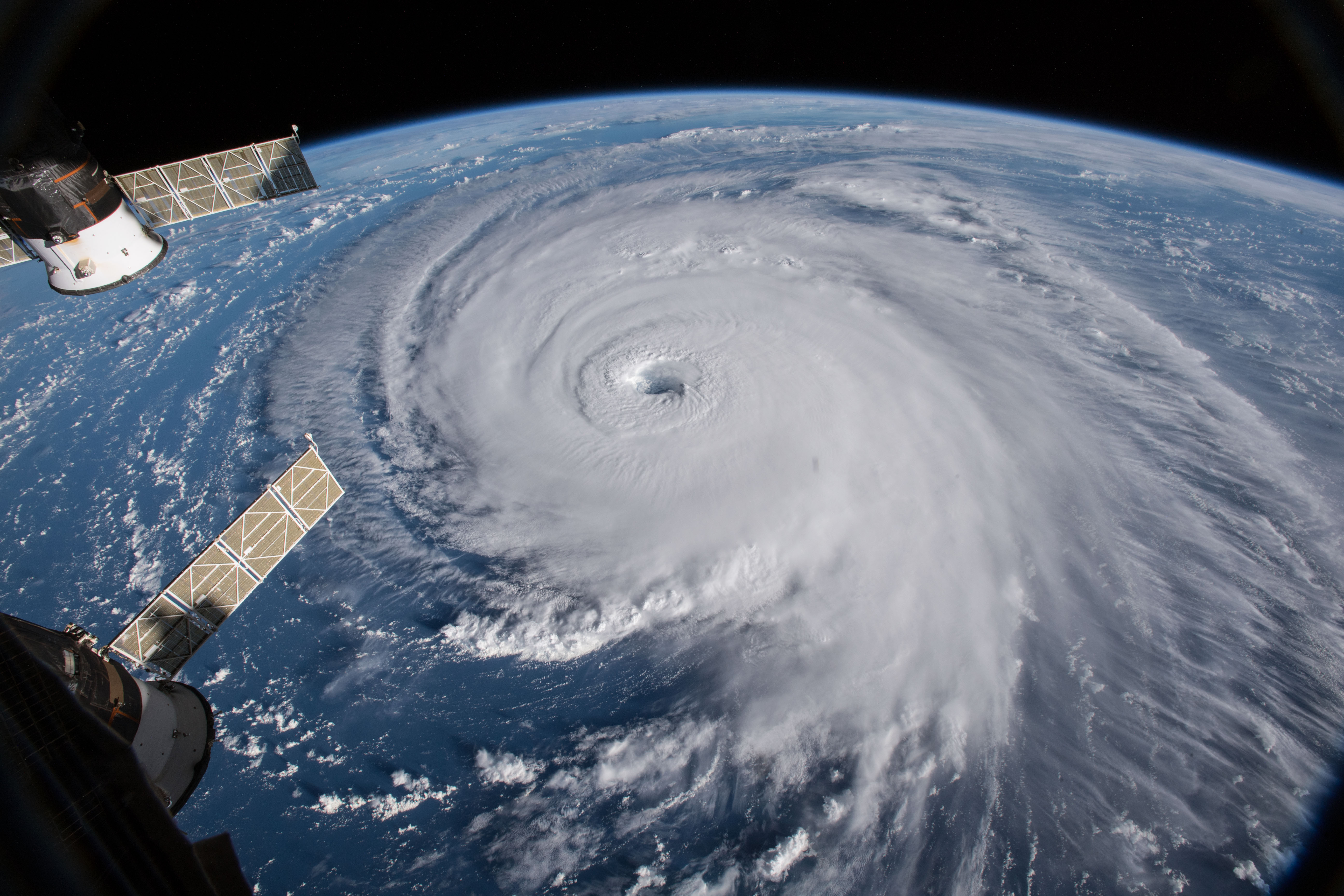
Furacão Florence visto da Estação Espacial Internacional em 12 de setembro

O furacão Florence atingiu o máximo de intensidade no final de 10 de setembro com ventos constantes de 220 km/h e uma pressão de 940 mbar (hPa; 27.76 inHg). A extensão dos ventos com força de furacão dobrou em tamanho e mesovórtices bem definidos rodaram ao longo da parede do olho. Seguiu-se um ligeiro enfraquecimento após o início de um ciclo de substituição da parede do olho; a convecção em torno da parede do olho ficou esfarrapada e o próprio olho encheu-se. Este processo terminou no dia seguinte, com o olho recém-formado abrangendo 35 mi (55 km) de largura. Extensas saídas de água foram estabelecidas sobre o ciclone, estendendo-se para noroeste e Leste, proporcionando ampla ventilação e deformação, o que permitiu que Florença continuasse a expandir-se. O sistema intensificou-se novamente e alcançou seu pico de intensidade com ventos de 240 km/h e uma pressão de 937 mbar (hPa; 27.76 inHg) às 18:00 UTC. A futura rota do furacão tornou-se cada vez mais complexa à medida que se aproximava das Carolinas. Um troço de fortalecimento que se movia para o interior sobre o noroeste do Pacífico amplificou uma cordilheira sobre o Nordeste dos Estados Unidos e oeste do Oceano Atlântico, guiando Florence para o oeste-noroeste. Um colapso das correntes de direção foi antecipado por volta da época do desembarque em 14 de setembro, o que resultaria no furacão se aproximando da costa ou apenas no interior por um longo período de tempo.
As flutuações na organização de Florence continuaram até o final de 11 de setembro a 12 de setembro. As condições ambientais permaneceram altamente favoráveis para intensificação e a NHC previu que o sistema se fortalecerá logo abaixo de status de categoria 5 até 13 de setembro; no entanto, o sistema logo se enfraqueceu e se degradou ao status de categoria 3 às 18:00 UTC. Florence cresceu continuamente em tamanho durante este período, com ventos com força de tempestade tropical estendendo-se por 195 mi (315 km) até o final de 12 de setembro. O núcleo do furacão logo se desfez em 13 de setembro conforme o cisalhamento do vento de nível médio aumentou e a ressurgência da água mais fria reduziu a energia disponível. A parede do olho do furacão foi totalmente erodida ao longo do lado sul e a convecção foi interrompida. Os dados de reconhecimento revelaram um ciclo contínuo de substituição da parede do olho, com um 25-35 mi (35-55 km) de núcleo interno de largura e 60-70 mi (95-110 km) núcleo externo de largura. Além disso, os ventos de superfície sustentados caíram para cerca de 180 km/h (110 mph), marcando a cessação da gestão de Florence como um grande furacão.

## Desembarque e dissipação

Animação da NEXRAD do furacão Florence de 13 a 14 de setembro ao atingir a costa da Carolina do Norte

As bandas de chuva externas do furacão Florence começaram a afetar a Carolina do Norte durante a segunda metade de 13 de setembro. A ampla humidade atmosférica combinada com a forte elevação do anticiclone no topo de Florence produziu um ambiente propício a uma precipitação torrencial generalizada. Os dados do radar NEXRAD da cidade de Morehead indicaram taxas de precipitação de 25 to 51 mm (1 to 2 in) por hora dentro dessas faixas. O movimento de avanço de Florence diminuiu ao longo do dia, à medida que o cume que a dirigia para o noroeste se construía à frente do ciclone em direção aos Montes Apalaches. O olho previamente perturbado rejuvenescido; no entanto, a velocidade do vento dentro da tempestade continuou a diminuir. Flutuações adicionais no núcleo do furacão resultaram em movimento errático, incluindo um breve período de paralisação de aproximadamente 100 mi (155 km) leste-sudeste de Wilmington. Às 21:00 UTC, ventos com a força de um furacão atingiram a costa da Carolina do Norte.  Caminhando para oeste, o olho de Florence finalmente atingiu a costa perto de Wrightsville Beach às 11h15 UTC em 14 de setembro como uma furacão categoria 1 com ventos de 140 km/h (90 mph) e uma pressão central de 956 mbar (hPa; 28,23 inHg).
Conforme o furacão atingiu a costa, uma profunda convecção floresceu ao longo do lado leste do núcleo de Florence. Uma forte faixa de influxo foi estabelecida nesta área, resultando em fortes chuvas localizadas ao longo da Costa do Cristal. As taxas de precipitação na parede ocidental do olho atingiram cerca de 76 mm (3 in) por hora, enquanto acumulações generalizadas de 25–51 mm (1–2 in) por hora caiu dentro da banda oriental. Um pluviômetro em Swansboro indicou acumulações de 360 to 380 mm (14 to 15 in) por 14:34 UTC, excedendo as estimativas de radar. Chuvas de inundações consistentes afetaram o condado de Carteret, levando a uma emergência de inundação repentina nesta época. Embora o furacão tenha continuado o seu movimento lento para o oeste, a faixa de chuva se propagou gradualmente para o leste, resultando em nenhum movimento da rede. No início de 15 de setembro, esta banda permaneceu situada nos condados de Onslow, Carteret, Jones, Lenoir e Wayne. Uma nova banda de chuva se desenvolveu mais perto do centro da tempestade nos condados de New Hanover, Brunswick, Pender, Bladen e Sampson. Catastróficas inundações repentinas dessas bandas ocorreram ao longo do dia, destruindo estradas e solicitando resgates de água.

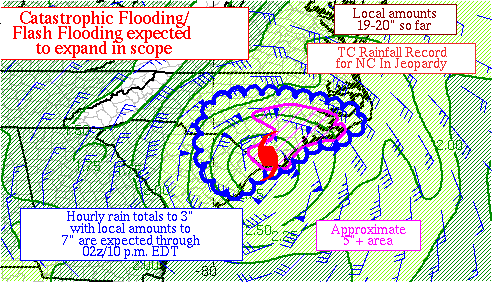
Uma análise do Centro de Previsão do Tempo de água precipitável às 20:20 UTC em 14 de setembro; os valores atingiram o pico de 2.6 in perto de Morehead City, Carolina do Norte. As áreas sombreadas em magenta no leste da Carolina do Norte indicam uma inundação catastrófica na época do gráfico.

Embora o centro de Florence progredisse para o interior sobre a Carolina do Sul, valores de energia potencial convectiva offshore disponíveis de 1.000-2.000 J/kg e ventos fortes de nível médio continuaram alimentando as mencionadas bandas de chuva. Um baixo risco de tornados acompanhou a forte chuva na Carolina do Norte. O aquecimento diabático mínimo decorrente da falta de gradiente térmico do furacão manteve baixa a ameaça de tempestades tornadas, com a principal força motriz sendo a ampla humidade atmosférica. Pequena escala de treinamento supercells -series de tempestades severas que continuamente se desenvolvem, acompanham através, e se dissipam ao longo das mesmas áreas desenvolveu-se entre Morehead City e Wilmington durante as horas de noite de 14 e 15 de setembro. Inundações recordes ocorreram ao longo dos rios Cape Fear, Northeast Cape Fear, Lumber e Waccamaw; nove medidores de rios USGS observaram cristas recordes de todos os tempos. As inundações persistiram ao longo de vários rios por mais de uma semana após a tempestade. Aproximadamente 86.000 casas em toda a Carolina do Norte e do Sul foram inundadas ou danificadas de outra forma. Os danos totais entre os dois estados chegaram a cerca de US$ 24 mil milhões, classificando Florence como o nono furacão mais caro da história dos Estados Unidos.
Florence enfraqueceu abaixo da força do furacão às 00:00 UTC em 15 de setembro. A proximidade com a costa permitiu-lhe manter a sua organização e degradar-se lentamente. Durante a maior parte do dia, intensas bandas de chuva persistiram no sul da Carolina do Norte, com acumulações de seis horas em média de 76–152 mm (3–6 in) em duas faixas que se estendem dos condados de Brunswick aos condados de Bladen e de Pender aos condados de Sampson. Auxiliado por um anticiclone, esta banda se estendeu por 350 mi (565 km) ao longo do lado oriental de Florence. As chuvas mais fortes ocorreram na Carolina do Sul no início de 16 de setembro; taxas de precipitação estimadas atingiram 51–76 mm (2–3 in) por hora nos condados de Dillon, Marion e Marlboro.
O sistema enfraqueceu finalmente para uma depressão tropical na Carolina do Sul às 18:00 UTC em 16 de setembro, mais de dois dias depois de chegar à costa. Florence acelerou para o norte ao longo da borda oeste do cume, antes direcionando-o para o oeste. Eventualmente, tornou-se extratropical na Virgínia Ocidental em 17 de setembro. As fortes chuvas propagaram-se para o norte junto com o centro de circulação; no entanto, as bandas de chuva se estenderam da Virgínia à Carolina do Sul até 17 de setembro com uma estreita faixa de convecção girando ao longo das encostas orientais das Montanhas Apalaches. Uma aproximação do sistema frontal fez com que o sistema remanescente acelerasse para o leste e, por fim, resultou em sua dissipação sobre Massachusetts em 18 de setembro. A precipitação diminuiu gradualmente à medida que o sistema enfraquecia e a ameaça de inundação diminuía em conformidade. Chuva moderada com áreas localizadas de forte precipitação estendeu-se pela Pensilvânia, Nova Iorque e sul da Nova Inglaterra em 18 de setembro.